# Storia controfattuale
La storia controfattuale (a volte chiamata anche storia virtuale) è un tipo di storiografia che cerca di descrivere gli sviluppi storici che avrebbero potuto verificarsi in condizioni alternative a quelle reali, ponendo quindi domande ipotetiche sul passato, del tipo cosa sarebbe successo se...? Esempi:
- Che cosa sarebbe successo se Hitler avesse vinto la seconda guerra mondiale?
- La prima guerra mondiale sarebbe scoppiata anche se non ci fosse stato l'attentato di Sarajevo?
- Quali sviluppi avrebbe seguito la lotta per l'Unità d'Italia senza il contributo di Garibaldi?

La ricerca di percorsi alternativi nella storia è un'attività indubbiamente accattivante, ma molti studiosi ne mettono in dubbio la scientificità perché basata su teorie non falsificabili, oppure invitano a maneggiare ipotesi irreali con prudenza,  soprattutto quando gli avvenimenti storici prendono delle pieghe inaspettate. Il metodo della storia controfattuale viene invece impiegato e incoraggiato dallo storico scozzese Niall Ferguson.
Il procedimento della storia controfattuale, basato sulla domanda che cosa sarebbe successo se..., viene indirettamente applicato nel genere letterario dell'ucronia.